# Wolfgang Schmidt (atleet)
Wolfgang Schmidt (Berlijn, 16 januari 1954) is een voormalige Oost-Duitse atleet, die op de Olympische Spelen van 1976 in Montreal op het onderdeel discuswerpen het zilver won. Hij won meerdere medailles op EK's.
Wolfgang Schmidt deed in 1982 een mislukte poging om van Oost- naar West-Duitsland te vluchten. Uiteindelijk stond men de overstap toe en, na hierdoor vijf atletiekseizoenen te hebben gemist, stond hij in 1989 weer tweede op de wereldranglijst om vervolgens in 1990 voor West-Duitsland derde te worden bij de Europese kampioenschappen in Split.

## Biografie

### Eerste internationale successen
Schmidt deed voor het eerst van zich spreken, toen hij in 1973 Europees jeugdkampioen discuswerpen werd. Bovendien veroverde hij bij die gelegenheid bij het kogelstoten ook nog eens een zilveren medaille. Sindsdien ontwikkelde hij zich gestaag tot een topper, die vanaf 1975 steeds boven in de wereldranglijsten was te vinden. In 1975, 1977 en 1979 werd hij eerste bij het discuswerpen tijdens de Europese bekerfinales, bovendien eerste in de competities om de wereldbeker in 1977 en 1979, in welk jaar hij op de Universiade tevens kampioen discuswerpen werd.

### Vlucht uit Oost-Duitsland
Na een teleurstellende vierde plaats op de Olympische Spelen van 1980 en het missen van de wedstrijd om de wereldbeker in 1981, besloot Wolgang Schmidt zijn succes in het Westen te proberen. Als lid van de politiesportclub SC Dynamo stond hij als luitenant bij de Deutsche Volkspolizei echter onder constante bewaking van het Ministerie van Staatsveiligheid en men ontdekte zijn plannen om te vluchten. In de herfst van 1982 werd hij tot anderhalf jaar gevangenis veroordeeld. Een jaar later werd dit weer ingetrokken en vroeg men hem als coach voor SG Dynamo Adlershof, een sportvereniging van het Ministerie van Staatsveiligheid. Wolfgang Schmidt deed een uitreisverzoek om in West-Duitsland zijn sportcarrière voor te kunnen zetten. Eind 1987 stond men dit toe. Op dat moment was het al te laat om mee te dingen naar deelname aan de Olympische Spelen van Seoel. Op zijn eerste wedstrijd tussen Oost- en West-Duitsland weigerde Jürgen Schult, nadat hij het duel gewonnen had, de hand van Wolfgang Schmidt te schudden.

### Verdere leven
In 1992 werd Schmidt Duits kampioen en won hiermee van Jürgen Schult. Hij deed wel mee aan de kwalificatiewedstrijden voor de Olympische Spelen van Barcelona in 1992, maar werd niet geselecteerd voor de olympische selectie. Zijn rivaal Jürgen Schult werd echter wel verkozen en deze won uiteindelijk zilver. Later verhuisde Schmidt naar San Francisco en werd beurshandelaar en ondernemingsadviseur.

## Titels
- Europees kampioen discuswerpen - 1978
- Europees jeugdkampioen discuswerpen - 1973
- Universiade-kampioen discuswerpen - 1979
- Oost-Duits kampioen discuswerpen - 1975, 1976, 1977, 1978, 1979, 1980
- Duits kampioen discuswerpen - 1990, 1991

## Persoonlijke records
| Onderdeel    | Prestatie       | Datum           | Plaats  |
| ------------ | --------------- | --------------- | ------- |
| discuswerpen | 71,16 m (ex-WR) | 9 augustus 1978 | Berlijn |
| kogelstoten  | 20,76 m         | 1978            |         |

## Palmares

### discuswerpen
- 1973:  EJK - 58,16 m
- 1974: 8e EK - 59,56 m
- 1975:  Europese beker - 63,16 m
- 1976:  OS - 66,22 m
- 1977:  Europese beker - 66,86 m
- 1977:  Wereldbeker - 67,14 m
- 1978:  EK - 66,82 m
- 1979:  Europese beker - 66,76 m
- 1979:  Wereldbeker - 66,02 m
- 1979:  Universiade - 60,78 m
- 1980: 4e OS - 65,64 m
- 1989:  Grand Prix - 66,42 m
- 1990:  EK - 64,10 m
- 1989:  Grand Prix - 64,18 m

### kogelstoten
- 1973:  EJK - 18,45 m
- 1978:  EK - 20,30 m